# Oliarus putoni
Oliarus putoni är en insektsart som beskrevs av Victor Antoine Signoret 1884. Oliarus putoni ingår i släktet Oliarus och familjen kilstritar. Inga underarter finns listade i Catalogue of Life.